# Evergestis boursini
Evergestis boursini is een vlinder uit de familie van de grasmotten (Crambidae). De wetenschappelijke naam van de soort is voor het eerst gepubliceerd in 1939 door Hans Georg Amsel.
De soort komt voor in Turkije en Iran.